# 埃比尼澤 (密西西比州)
埃比尼澤（英語：Ebenezer）是位於美國密西西比州霍爾姆斯縣的非建制地區。

## 地理
埃比尼澤所處的海拔為高於海平面101米（即331英呎），而該地所採用的時區為UTC-6，即北美中部時區（CST）。同時該地設有夏令時間，為UTC-6調快一小時，即UTC-5（CDT）。